# René Cattarinussi
René Cattarinussi, né le 12 avril 1972 à Tolmezzo, est un biathlète italien. Il a remporté cinq médailles aux Championnats du monde (dont une en relais).

## Biographie
Il effectue sa première saison complète en Coupe du monde en 1994-1995, et monte déjà sur le podium en relais. Lors de la saison suivante, il marque ses premiers points et monte sur son premier podium individuel au sprint d'Osrblie. Il gagne ensuite la médaille de bronze du sprint aux Championnats du monde 1996 à Ruhpolding. Il réitère sa performance aux Championnats du monde 1997 en remportant la médaille d'argent du sprint et obtient en plus une médaille de bronze sur le relais. Il établit son meilleur classement général en Coupe du monde à l'issue de cette même saison (huitième rang).
Aux Jeux olympiques de Nagano en 1998, il connaît moins de réussite, son meilleur résultat individuel étant une 21e place. 
Finalement, c'est en 1999 qu'il gagne sa première épreuve individuelle à Antholz en Italie, à l'occasion du sprint avec 52 secondes d'avance sur Frank Luck. En 2000, il gagne la mass start de Khanty-Mansiïsk, après une nouvelle médaille en sprint (en bronze) aux mondiaux. Il obtient son dernier podium aux Championnats du monde 2001, confirmant qu'il est un homme des grands rendez-vous, avec la médaille d'argent sur le sprint.
Il prend sa retraite sportive en 2003.

## Palmarès

### Jeux olympiques d'hiver
| Épreuve / Édition      | Individuel | Sprint | Poursuite                        | Relais |
| ---------------------- | ---------- | ------ | -------------------------------- | ------ |
| JO 1998 Nagano         | 21e        | 52e    | Épreuve inexistante à cette date | 9e     |
| JO 2002 Salt Lake City | 21e        | 22e    | 20e                              | 16e    |

Légende :
- : épreuve inexistante lors de cette édition.

### Championnats du monde
| Mondiaux \ Épreuve      | Individuel | Sprint                    | Poursuite                        | Départ en masse                  | Relais                    | Course par équipes               |
| 1995 Antholz-Anterselva | —          | 43e                       | Épreuve inexistante à cette date | Épreuve inexistante à cette date | —                         | —                                |
| 1996 Ruhpolding         | —          | Médaille de bronze, monde | Épreuve inexistante à cette date | Épreuve inexistante à cette date | 10e                       | —                                |
| 1997 Osrblie            | 42e        | Médaille d'argent, monde  | 10e                              | Épreuve inexistante à cette date | Médaille de bronze, monde | —                                |
| 1998 Pokljuka           | JO Nagano  | JO Nagano                 | 10e                              | Épreuve inexistante à cette date | JO Nagano                 | —                                |
| 1999 Kontiolahti Oslo   | 8e         | 30e                       | 12e                              | 10e                              | 8e                        | Épreuve inexistante à cette date |
| 2000 Oslo / Lahti       | 43e        | Médaille de bronze, monde | 8e                               | DNF                              | 5e                        | Épreuve inexistante à cette date |
| 2001 Pokljuka           | 21e        | Médaille d'argent, monde  | 18e                              | 10e                              | 10e                       | Épreuve inexistante à cette date |
| 2003 Khanty-Mansiïsk    | 19e        | 7e                        | 16e                              | 26e                              | 18e                       | Épreuve inexistante à cette date |

Légende :

 : première place, médaille d'or

 : deuxième place, médaille d'argent

 : troisième place, médaille de bronze

 : épreuve inexistante à cette date

— : pas de participation à cette épreuve

DNF : abandon

### Coupe du monde
- Meilleur classement général : 8e en 1997.
- 11 podiums individuels : 2 victoires, 3 deuxièmes places et 6 troisièmes places[note 1].

#### Détail des victoires individuelles
| Saison / Épreuve | Individuel | Sprint             | Poursuite | Mass start      | Total |
| 1998-1999        |            | Antholz-Anterselva |           |                 | 1     |
| 1999-2000        |            |                    |           | Khanty-Mansiïsk | 1     |
| Total            | 0          | 1                  | 0         | 1               | 2     |

#### Classements annuels
| Année | Classement général final |
| 1996  | 12e                      |
| 1997  | 8e                       |
| 1998  | 19e                      |
| 1999  | 10e                      |
| 2000  | 15e                      |
| 2001  | 13e                      |
| 2002  | 65e                      |
| 2003  | 22e                      |